# Ludvig Holberg
Baron Ludvig Holberg je bil skandinavski razsvetljenski filozof, pisatelj, dramatik, esejist in zgodovinar, ki se je rodil 3. decembra 1684 v Bergnu na Norveškem, umrl pa 28. Januarja 1754 v Københavnu na Danskem. Tako Norveška kot Danska ga imata za enega od začetnikov svojih književnosti. Najbolj znan je po svojih komedijah, napisanih med leti 1722-1733 za Lille Grønnegade Teater, takrat edino gledališče v Københavnu. Pomemben je bil tudi vpliv njegovih del o naravnem in splošnem pravu na pravni sistem Danske do leta 1936.

## Življenje

### Zgodnje življenje in študij
Holberg je kot otrok osirotel, zato je do leta 1702 živel s sorodniki v Bergnu, dokler mesto ni bilo uničeno v požaru - istega leta je bil vpisan na Univerzo v Københavnu. Ker je imel veliko željo po odkrivanju sveta, se je po opravljeni diplomi, leta 1704 odpravil na pot proti Nizozemski, a je v okolici Aachna zbolel in ostal skoraj brez denarja ter se bil zato primoran peš vrniti nazaj na Norveško. Zatem ko je nekaj časa deloval kot učitelj francoščine, se je leta 1706 zopet odločil odpraviti na pot, tokrat do Londona in Oxforda, kjer je 2 leti študiral, finančno pa se je podpiral s poučevanjem violine in prečne flavte. V času njegovega študiranja v Angliji je najverjetneje začel s pisanjem dela “Introduction til de fornemste europæiske rigers historie” oz. “Uvod v zgodovino vodilnih evropskih nacij”, ki pa ni bil izdan vse do leta 1711, ko je se je že vrnil nazaj na Dansko. Prav s tem delom je uspel pridobiti kraljevo štipendijo, ki mu je omogočala, da lahko študira in potuje.

### Prva dela in finančne težave
Holberg je zaradi primankanja denarja leta 1714, v glavnem peš, obiskal veliko pomembnih evropskih mest. Leta 1716 se je vrnil nazaj na Dansko, kjer je objavil delo na temo naravnega prava in naravnih pravic - “Introduction til natur- og folke-rettens kundskab” oz. “Uvod v naravno in mednarodno pravo”.  Konec njegovih finančnih težav je sledil leta 1717, ko je bil imenovan za profesorja metafizike in logike na Univerzi v Københavnu. Leta 1720 je bil povišan v “predsednika oddelka za latinsko literaturo”, leta 1730 pa je postal še “predsednik oddelka za zgodovino”.

### Zrelo obdobje
Holberg je imel žilico za poezijo, saj  je pod psevdonimom “Hans Mikkelsen”,ustvaril povsem novo vejo šaljive literature. Njegovo epsko, serio komično delo, “Peder Paars” (1719), ki je parodija Virgilove “Aeneide”, je bilo eno najzgodnejših klasik v danski literaturi. Leta 1722 je bil v Københavnu odprt prvi teater, ki je deloval samo v danskem jeziku. Holberg je začel v njem nemudoma ustvarjati, kar pa je počel z osupljivo hitrostjo. Njegovo neprekinjeno ustvarjanje komedij, mu je prineslo vzdevek “severni Molière”. Holbergove komedije so še vedno aktualne in so še do danes uprizorjene na danskih ter norveških odrih. Med najboljšimi so “Den politiske kandestøber” (1722; “Politikant”), “Den vægelsindede” (1723; “Raztresenec”), “Jean de France” (1723), “Jeppe på bjerget” (1723), “Ulysses von Ithacia” (1725), “Den stundesløse” (1731; “Malenkosten moški”) , ter “Erasmus Montanus” (1731). Prevod večina zgoraj naštetih komedij, se najde v delih kot so npr. “Jeppe of the Hill and Other Comedies” (1990), prevod “Den vægelsindede” se pojavi v delu “Three Danish Comedies” (1999), “Den stundesløse” pa je preveden v delu “Four Plays by Holberg” (1946). Dve zgoraj našteti deli pa sta bili prevedeni tudi v slovenščino, in sicer “Jeppe s hriba : komedija v petih dejanjih” (v slovenščino preveden leta 1975, ter 28.novembra leta 1970, uprizorjen v Slovenksem stalnem gledališču Trst, pod režijo Maria Uršiča), ter “Politikant : komedija v petih dejanjih” (prevedeno leta 1938). V teh igrah večinoma nastopajo standardizirani liki, ki temeljijo ali na Plautusovem, Milesu Gloriosusu (bahaškemu vojaku) ali pa na Molièrovem, rogačastem Sganarellu,hkrati pa se ohranjajo danske manire, s pridihom norveških značilnosti. Cilj Holbergove satire pa je to, da je hkrati sodobna in univerzalna. Teme, ki so mu je bile najbolj pri srcu, so bile zahteve, žargon ter pikolovstvo izobraženih. Med drugim, je mogoče, da je nepredvidljivost danskega gledališča, predvsem na finančnem področju, privedla zaskrbljenega Holberga, da je napisal “Den danske comoedies liigbegiængelse” (1726; “Pogreb danske komedije”; angleški prevod v “Jeppe of the Hill and Other Comedies”). Leta 1731 je objavil vse komedije s katerimi je tudi nastopal, dodal pa je še pet dodatnih iger. S tem je tudi zaključil pomembno poglavje v svoji karieri, saj je končal z delom dramatika. (Dansko gledališče, ki je leta 1728, po uničujočem ognju v Københavnu dokončno končalo svoj, že tako sporadičen obstoj, je leta 1747 sicer znova pričelo delovati in tudi Holberg je nadaljeval s pisanjem iger, a le-te nikoli niso postale tako uspešne, kot njegove prvotne igre.)

### Najbolj znano delo
Holberg se je zatem odločil, da se bo osredotočil na druge oblike pisanja. Omembe vreden je njegov satirični roman o domišljiskem potovanju, “Nicolai Klimii Iter Subterraneum” (1741; “Potovanje Nielsa Klima v podzemlje”). Niels Klim je bil prvotno napisan v latinščini in objavlen v Nemčiji (prek njegove danske založbe, ki si je želela izogniti cenzuri). Leta 1742 je bil preveden še v danščino. Leta 1984 pa je bil adaptiran v celovečerni film za dansko televizijo. Še vedno velja za Holbergovo najbolj brano delo, sledi pa njegovim ostalim komedijam v tem, da tudi sama napada intoleranco in druge slabe človeške karakteristike.

### Pozno življenje
Holberg je bil med letoma 1735 in 1736 rektor Univerze v Københavnu, in njen zakladnik med leti 1737 in 1751. Leta 1747 je postal baron. Bil mednarodno usmerjen, saj je nadaljeval s pisanjem v latinščini, četudi je prejel številne dobre kritike na račun njegovega pisanja v danščini. Prav zaradi tega, najverjetneje nikoli ni postal tako slaven in ugleden, kot bi lahko. S tem, ko je v svojih literarnih delih uporabljal ideje drugih evropskih držav, je neizmerno obogatil dansko literaturo in jo dvignil iz podeželskega na kozmopolitski nivo, enak tistemu drugih zahodnih evropskih držav. Kot je izpostavil kritik Sven Rossel, je Holberg danskemu jeziku dodal ogromno fleksibilnosti in ekspresivnosti, hkrati pa je razvijal univerzalne teme, ki so bile natančno opisane v njegovi upodobitvi človeških posebnosti. Njegova duhovita satira, naklonjenost ženskam in interes za socialne reforme, so brez dvoma prispevali k temu, da ga je celo Henrik Ibsen spoštoval in občudoval.

## Filozofija
Holberg je deloval v obdobju razsvetljenstva, velik vpliv na njegovo pisanje in filozofijo pa sta imela humanizem in barok. Sam se je videl kot del klasične evropske humanistične tradicije in si prizadeval za uvedbo takratnjih intelektualnih trendov v Dansko-Norveško dualistično kraljevino.  Verjel je v človekovo notranjo sveto luč razuma. Zanj najpomembnejši cilj človekove izobrazbe je bila sposobnost uporabljati svoj razum, namesto neuporabnega memoriziranja učbenikov.
Na pobudo svojega mentorja in profesor prava na Københavnski univerzi, Christiana Reitzerja, se je Holberg začel resno ukvarjati z naravnim pravom ter dokončno formuliral svoje ideje ter jih zbral v priročnik primeren za poučevanje. S priročnikom, ki je kasneje postal Morals Kierne eller Introduction til Naturens og Folke-Rettens Kundskab, se je pridružil takratnjemu razsvetljenskemu gibanju ter si prizadeval za boljše možnosti za položaj profesorja prava po Reitzerjevi upokojitvi. To se ni zgodilo, prvi profesor Naravnega prava na Københavnski univerzi je postal Andreas Hojer.Velik vpliv na Holbergov pogled na naravno pravo je bila njegova izkušnja s kodificiranim rimskih pravom v Nemčiji. Čeprav si je s svojim pogledom na naravno pravo Holberg formuliral svoje ideološke temelje, to zaradi vpliva Reitzerja, ki je zagovarjal dosegljivo in zmerno objasnilo naravnega prava v danščini, ni preraslo v Holbergovo osebno filozofijo.

### Mnenje o religiji
Podobno kot sodobniki v razsvetljenstvu, je bil Holberg do religije kritičen in je večkrat javno izrazil proti katoliška mnenja. Še posebej je bil kritičen do krščanskih šolskih doktrin in je zagovarjal “ Otroci morajo postati ljudje, preden lahko postanejo kristjani” in “Če se nekdo prej nauči teologije kot pa se nauči postati človek, on ne bo nikdar postal človek.”

## Holbergov vpliv
Holberg je ena od najpomembnejših in najvplivnejših osebnosti v vsej skandinavski literaturi. S tem, da je izpopolnil že obstoječe vrste in v skandinavsko književnosti uvedel popolnoma nove zvrsti, kot so na primer satirična pesem, herojska epika, komedija, epigram in pripoved, je povzdignil preprostejšo in “provincialno” skandinavsko literaturo na visoki nivo najboljše evropske književnosti. Holberg je eden najpomembnejših skandinavskih dramatikov, njegove komedije spadajo v sam vrh evropske dramatike. K njegovi mednarodni prepoznavnosti je pripomogla njegova težnja k metropolitanstvu, zaradi katere je svoje drame in romane pisal tudi za mednarodne bralce/občinstvo.
Holberg je menil, da bi morala znanost temeljiti na logiki indukcije in biti aplikativna. Primer njegovega koncepta znanosti najdemo v njegovem delu Betænkning over den nu regierende Qvæg-Syge, v katerem sklepa, da so mikroorganizmi povzročitelji bolezni.

## Dela

### Komedije
- Den Politiske Kandestøber, 1722 (prevod v slovenščino: "Politikant : komedija v petih dejanjih", Ljubljana : Založba ljudskih iger, 1938)
- Den vægelsindede, 1722
- Jean de France eller Hans Frandsen, 1722
- Jeppe på bjerget eller den forvandlede Bonde, 1722 (prevod v slovenščino: "Jeppe s hriba : komedija v petih dejanjih", Ljubljana : Delavska enotnost, 1975. Uprizorjeno tudi v Slovenskem stalnem gledališču Trst, 28.11.1970, pod režijo Maria Uršiča)
- Mester Gert Westphaler, 1722
- Barselstuen, 1723
- Den ellefte Junii, 1723
- Jacob von Tyboe eller den stortalende Soldat, 1723
- Ulysses von Ithacia, 1723
- Erasmus Montanus eller Rasmus Berg, 1723
- Don Ranudo de Colibrados, 1723
- Uden Hoved og Hale, 1723
- Den Stundesløse, 1723
- Hexerie eller Blind Allarm, 1723
- Melampe, 1723
- Det lykkelige Skibbrud, 1724
- Det Arabiske Pulver, 1724
- Mascarade, 1724
- Julestuen, 1724
- De Usynlige, 1724
- Diderich Menschenskraek, 1724
- Kildereisen, 1725
- Henrich og Pernille, 1724–1726
- Den pantsatte Bondedreng, 1726
- Pernilles korte Frøkenstand, 1727
- Den Danske Comoedies Liigbegængelse, 1727
- Den honette Ambition, 1731
- Den Forvandlede Brudgom, 1753
- Plutus eller Proces imellom Fattigdom og Riigdom,1753
- Husspøgelse eller Abracadabra, 1753
- Philosophus udi egen Indbildning, 1754
- Republiqven eller det gemeene Bedste, 1754
- Sganarels Rejse til det philosophiske Land, 1754 (Eng. Sganarel's Journey to the Land of the Philosophers)

### Pesmi
- Peder Paars, 1720
- Fire Skæmtedigte, 1722
- Metamorphosis eller Forvandlinger, 1726

### Romani
- Nicolai Klimii iter subterraneum, 1741.

### Eseji
- Moralske Tanker, 1744
- Epistler, 1748–54
- Moralske Fabler, 1751
- Tre latinske levnedsbreve, 1728–1743

### Zgodovinska dela
- Introduction til de fornemste Europæiske Rigers Historier, 1711
- Morals Kierne eller Introduction til Naturens og Folke-Rettens Kundskab, 1716
- Dannemarks og Norges Beskrivelse, 1729
- Dannemarks Riges Historie, 1732–35
- Den berømmelige Norske Handel-Stad Bergens Beskrivelse, 1737
- Almindelig Kirke-Historie, 1738
- Den jødiske Historie fra Verdens Begyndelse, fortsat til disse Tider, 1742
- Adskillige store Heltes og berømmelige Mænds sammenlignede Historier, 1739–53
- Adskillige Heltinders og navnkundige Damers sammenlignede Historier, 1745

## Holbergova nagrada
"Holbergovo nagrado" je leta 2003 ustanovil norveški parlament, v čast  Ludvigu Holbergu. Je sestrska nagrada, matematični, “Abelovi nagradi”. Cilj nagrade je razširiti obveščenost o akademskih štipendijah na področju umetnosti, humanističnih ved, družboslovja, prava in tehnologije.